# Brachytron pratense
Genre
Espèce
Statut de conservation UICN

 LC  : Préoccupation mineure
L'æschne printanière ou petite æschne velue (Brachytron pratense) est une espèce de libellules de la famille des Aeshnidae.
Plutôt rare mais localement commune, c'est une espèce relativement discrète, tout particulièrement les femelles (bien qu'ayant un vol assez vrombissant, comme celui des mâles).

## Description et caractéristiques

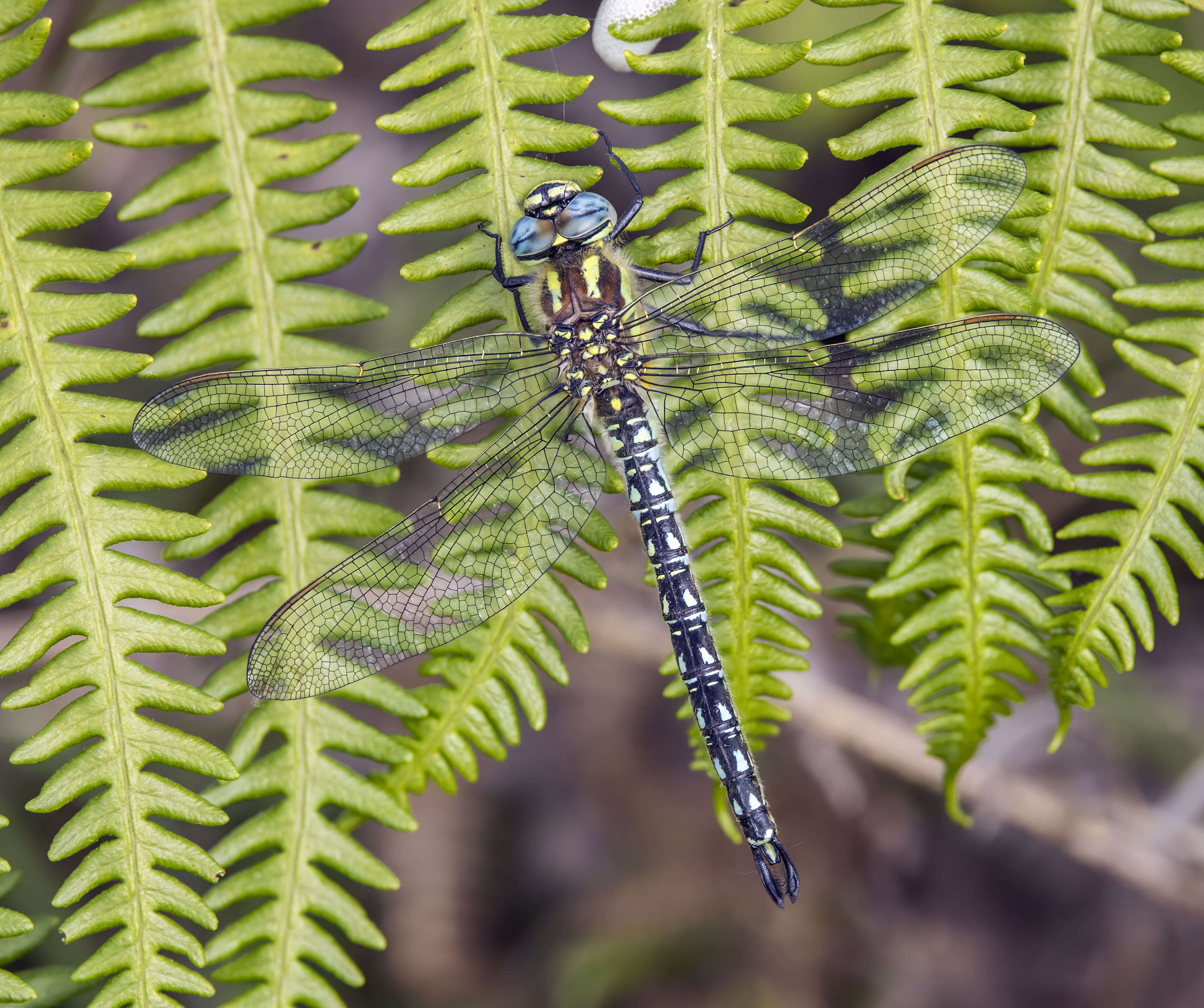
Brachytron pratense sur une fougère dans le comté de Clare en Irlande. Mai 2023.

Cette espèce est caractérisée par un abdomen massif, non étranglé au 3e segment, un thorax portant de nombreux poils (la femelle surtout) et un angle anal des ailes postérieures des mâles très peu marqué.
De loin et vu de dessus, la femelle présente une couleur jaune-vert alors que le mâle est plutôt bleu.
- Le mâle a 2 bandes vertes sur le thorax et un abdomen noir tacheté de bleu (après la phase de maturation qui dure quelques jours et durant laquelle il est verdâtre), et de grandes bandes antéhumérales jaunes bien visibles. Le thorax est vert orné de deux fines bandes sombres sur les côtés et une bande plus épaisse située juste en dessous des bandes antéhumérales.
- La femelle est jaune et verte. Son abdomen (plus terne) est jaune et brun. Elle ne présente que de très petites bandes antéhumérales, parfois non visibles.

Plus petite (50-70 mm) que les autres libellules de cette famille, c'est une des espèces les plus précoces, que l'on peut observer en vol de mai à juin, voire dès mars d'où son nom d'Æschne printanière. Elle peut être observée jusqu'en juin sur les eaux dormantes ou à faible courant. Elle vole souvent en rasant la surface de l'eau, avec un vol en zigzag.
À ne pas confondre avec à l'æschne mixte, qui est un peu plus grande qu'elle.

## Habitat et distribution
L'æschne printanière est une espèce eurasiatique à large distribution (toute l'Europe tempérée et jusqu'au nord de l'Iran), qui apprécie les zones d'eaux stagnantes ensoleillées (pièces d'eaux bordées de roseaux, massettes ou cariçaies, ainsi que les anciennes carrières ou gravières et les grands bras-morts de rivières. C'est une espèce de plaine qu'on trouve aussi en basse montagne jusqu'à 900 m.
L'espèce semble relativement indifférente au pH de l'eau.
L'espèce est devenue rare en Belgique et au Luxembourg et elle manque dans une partie de la France (sud-ouest).
Probablement en raison du réchauffement climatique, l'aire de répartition de l'espèce tend à se déplacer vers le nord depuis quelques décennies (remontée d'environ 200 km depuis les années 1960).
La larve vit surtout dans ou sous les laisses végétales flottantes accumulées près des berges.

## Comportement

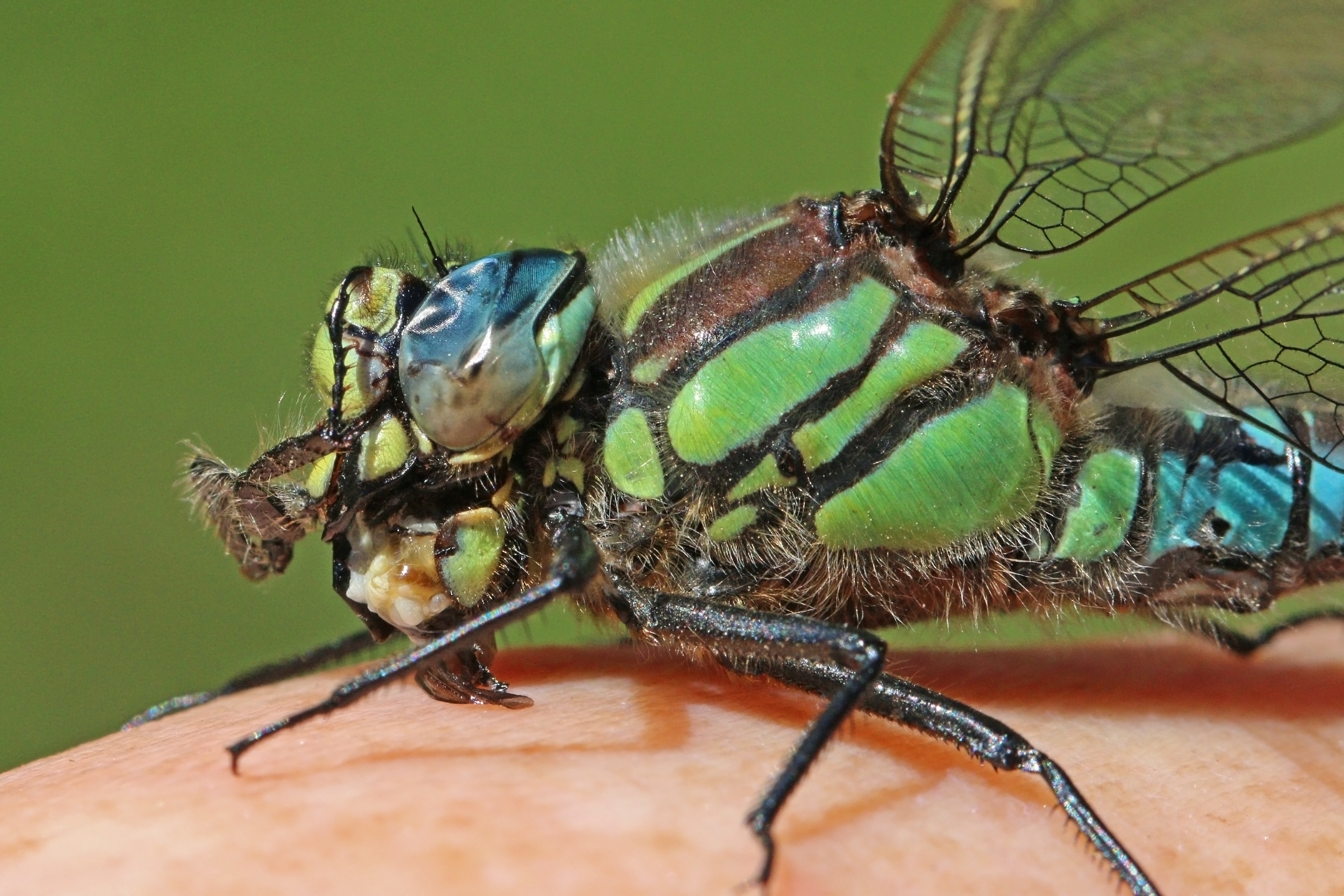
Mâle mangeant une abeille, dans l'ile Saaremaa, Estonie.

Le vol est typiquement en zigzag. Concernant l'imago (l'adulte), l'espèce ne semble pas territoriale, mais les individus qui se croisent en vol peuvent s'attaquer mutuellement.
En cas de danger, les larves s'immobilisent en « faisant le mort ».

## Reproduction et cycle de vie
L'accouplement, qui peut durer 30 minutes se fait au milieu des plantes aquatiques, mais aussi dans les buissons proches de l'eau. Les œufs sont insérés dans les tiges de plantes à feuilles flottantes (potamots en général) ou dans les débris végétaux flottants. L'éclosion se produit 3 à 7 semaines (selon la température) après la ponte.
La phase larvaire dure rarement un an, mais plutôt 2 à 3 ans. L'émergence se produit au début du printemps. Lors de l'émergence, la nymphe mature sort de l'eau le matin et grimpe sur une tige ou feuille robuste (iris, roseau, etc.). La mue imaginale dure ensuite plusieurs heures. L'imago est verdâtre, et le mâle ressemble d'abord à la femelle avant de prendre sa coloration bleue durant une phase de maturation qui dure environ 10 jours.

## Dangers, menaces, état des populations
L'espèce n'est pas considérée comme globalement menacée, mais ses habitats ont beaucoup régressé depuis un siècle et elle a disparu ou presque de certaines régions ce qui explique qu'elle soit sur liste rouge par exemple en Belgique ou au Luxembourg. Elle peut être localement menacée par les insecticides ou la pollution de l'eau.